# Fraxinus latifolia
Fraxinus latifolia — вид квіткових рослин з родини маслинових (Oleaceae).

## Опис
Це невелике дерево до 25 метрів заввишки. Це листопадне дерево з діаметром стовбура 40–75 сантиметрів і середньою тривалістю життя 100–150 років. Цей ясен може значно збільшуватися і мати тривалість життя понад 200 років, або ставати низькорослим і дуже малим у більш сухих середовищах існування. Він може розвивати дуже широку крону), коли він росте на відкритому місці, але крони залишаються вузькими, коли вони є частиною густішого деревостану. Кора вирізняється темно-сіро-коричневим кольором, і згодом на ній з’являється плетений візерунок із глибоких тріщин і хребтів. Гілочки запушені. Складні листки перисті, 12–33 см завдовжки, з 5–9 листочками, попарно прикріпленими до лінійної ніжки, і додатковим листочком на кінчику. Кожна листочкова пластинка яйцеподібна, 6–12 см завдовжки й 3–4 см завширшки. Листя помітно світліше зелене, ніж у супутніх широколистих видів, стає яскраво-жовтим і опадає рано восени.
У середині чи в кінці весни дерево дає маленькі квіти, які не дуже помітні. Воно дводомне; для успішного запилення та розмноження потрібні дві окремі рослини (чоловіча та жіноча). Плід, утворений жіночими деревами, являє собою скупчення крилаток довжиною 3–5 см із крилами, схожими на кленові. Плід має форму каное з маленьким насінням, розташованим біля одного кінця.

## Поширення
Зростає в Північній Америці: Канада (Британська Колумбія); США (Вашингтон, Орегон, Каліфорнія).
Росте на висотах до 1520 метрів. Зустрічається в лісистих заболочених місцях, на берегах озер і в прибережних місцях існування.

## Використання
Найбільш помітним використанням Fraxinus latifolia є паливо; легко розщеплюється і має високу теплотворну здатність. Його висаджують як декоративне і вуличне дерево в містах США, Канади та Європи. Деревина використовується для підлоги, ручок для інструментів, спортивного інвентарю, ящиків, бондарних виробів, меблів. Він доступний у продажу.

## Галерея

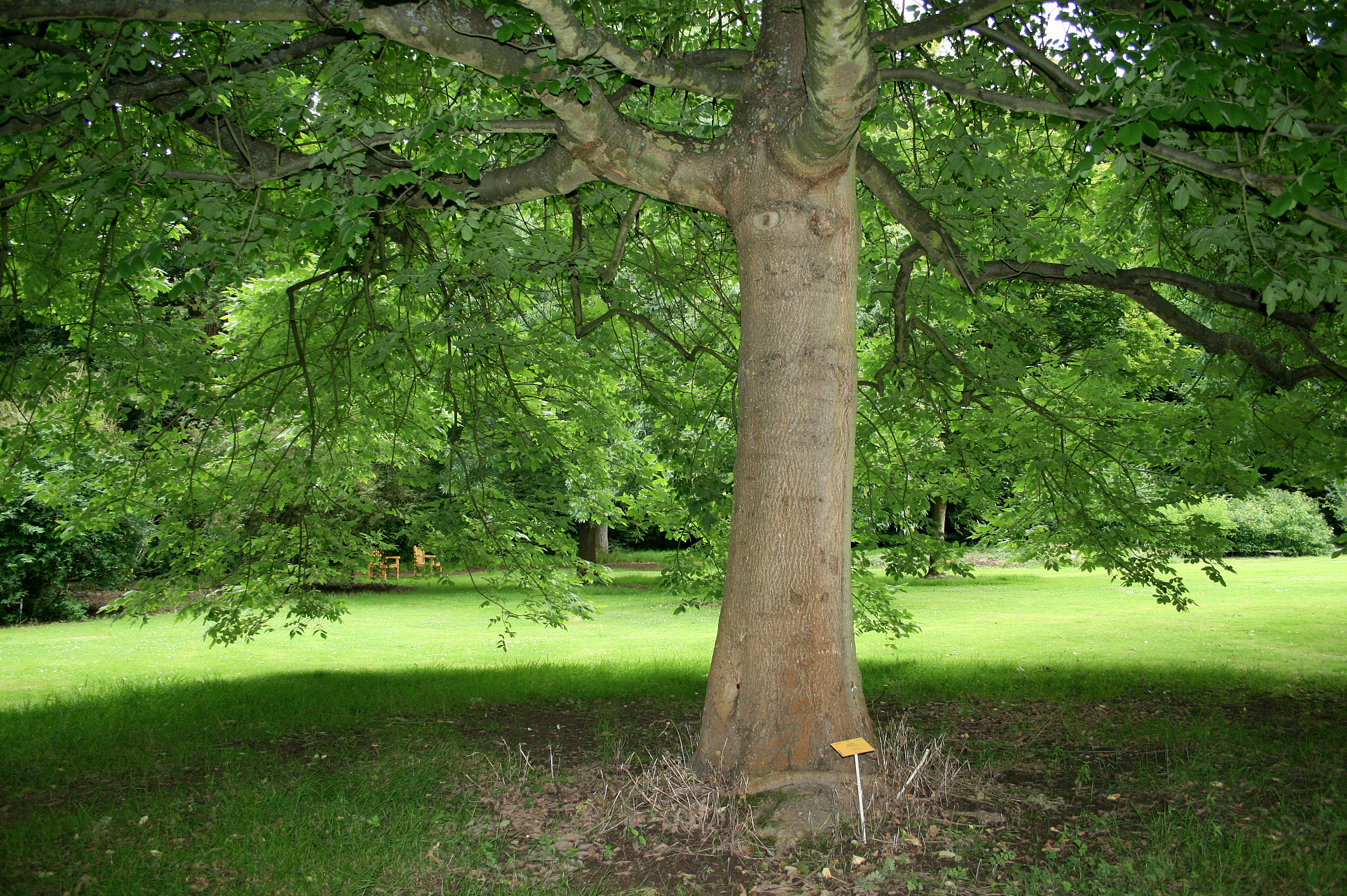
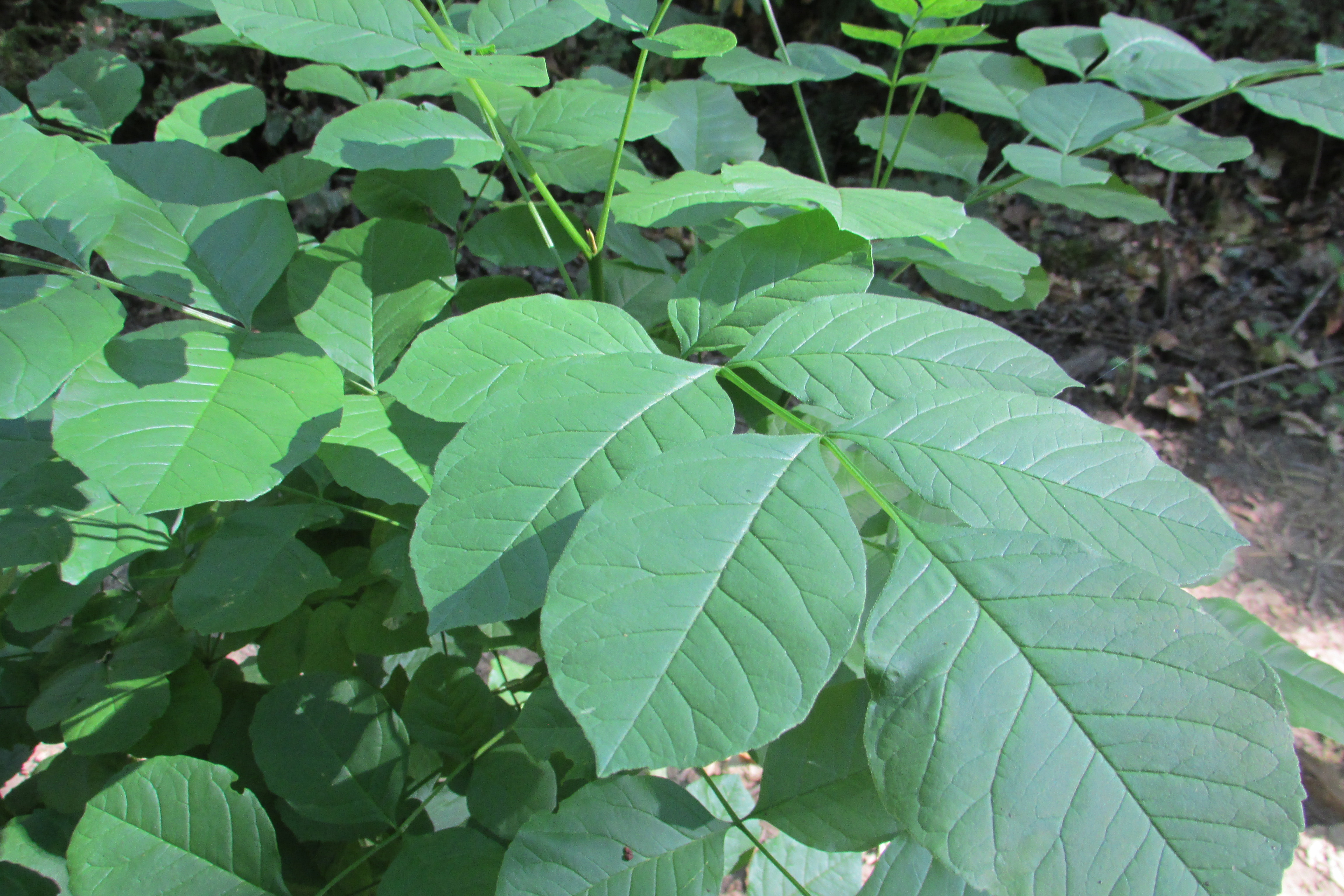
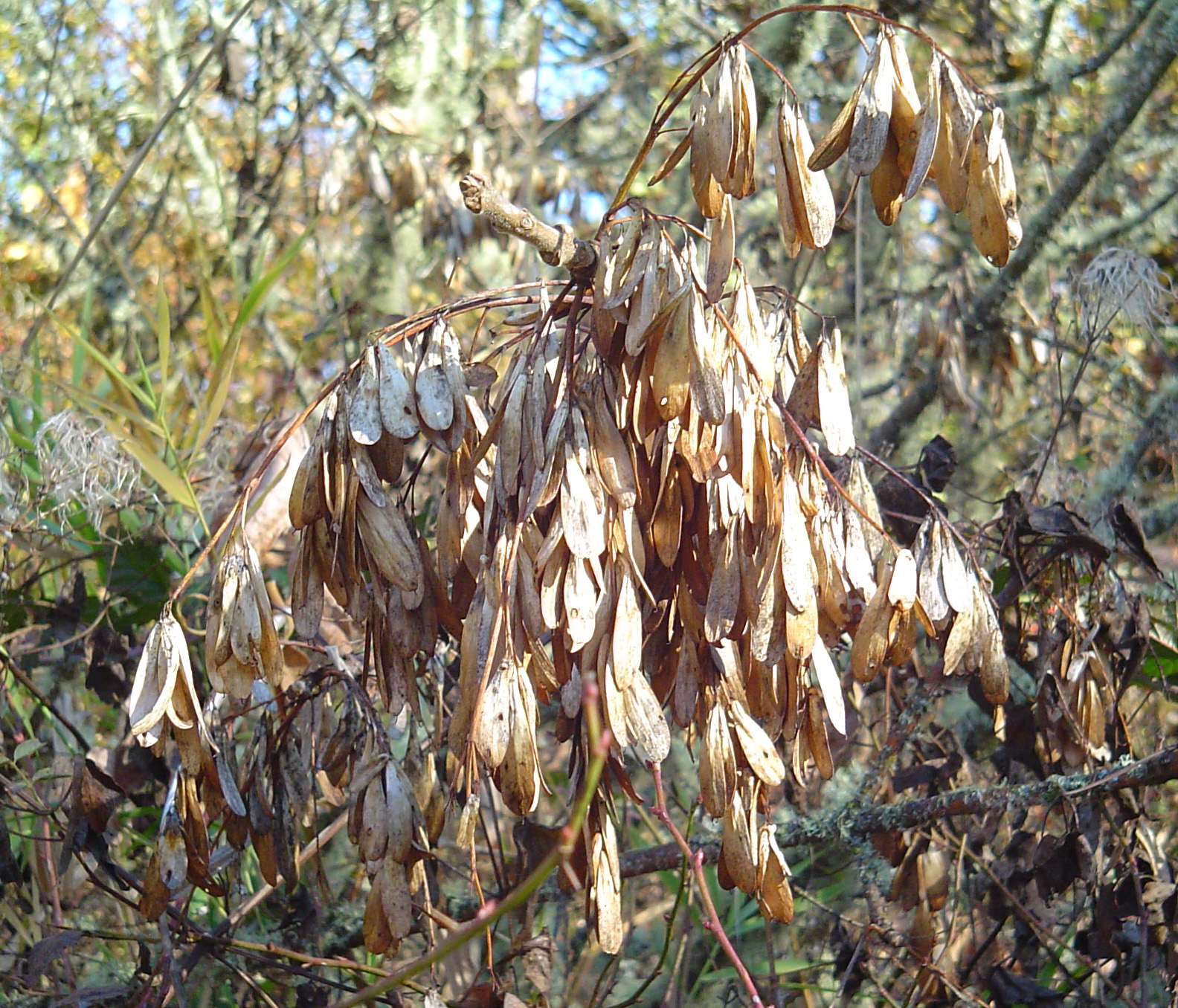
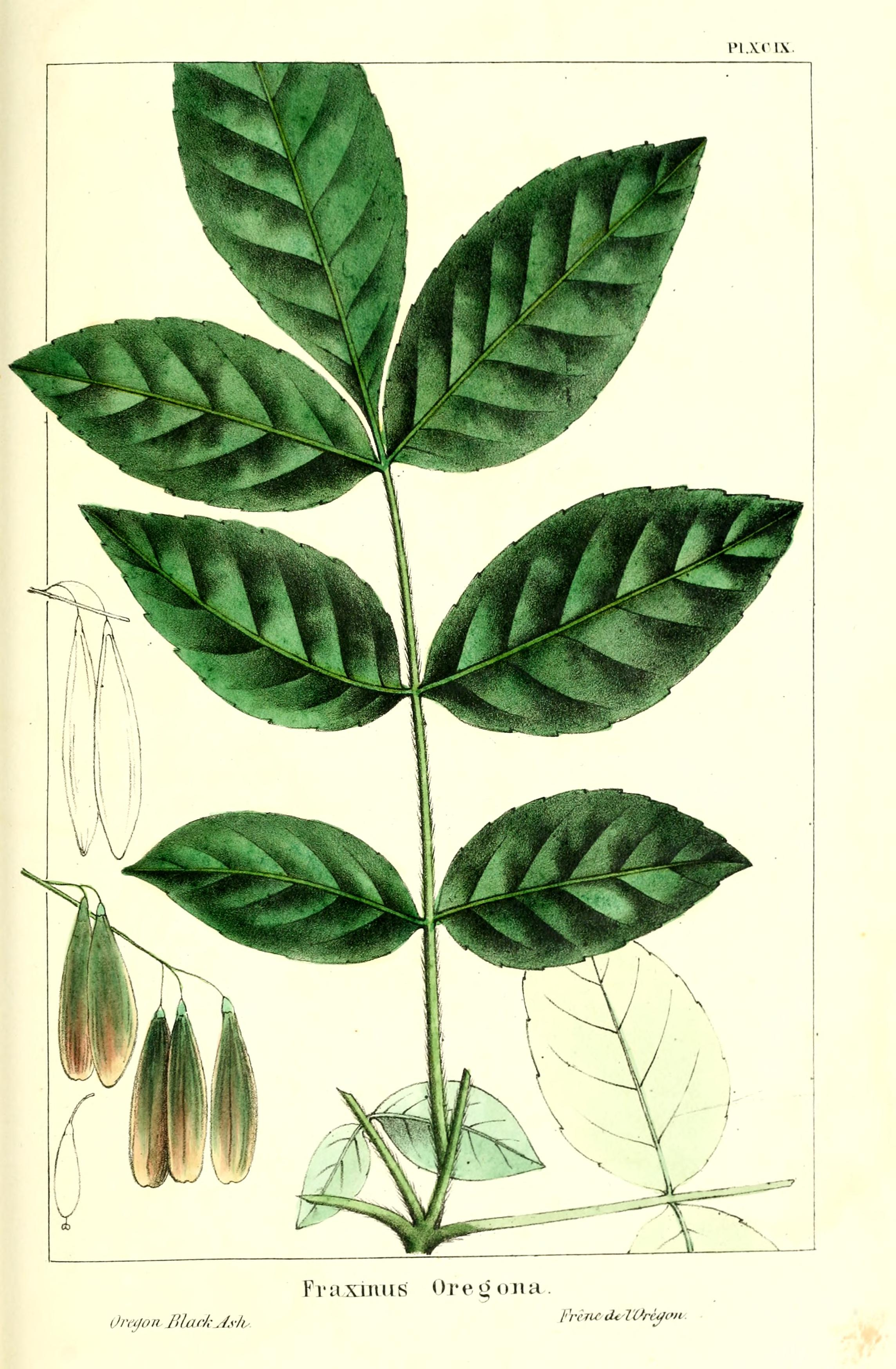